# La vie ne me fait pas peur
Pour plus de détails, voir Fiche technique et Distribution.
La vie ne me fait pas peur est un film franco-suisse sorti en 1999 et réalisé par Noémie Lvovsky. Il fait suite à Petites, et a obtenu le prix Jean-Vigo 1999.

## Synopsis
Émilie, Inès, Stella et Marion se sont connues au lycée : les fous rires, les peines, petites et grandes, l'éveil à la vie et à la féminité, l'énergie qui les anime, tout contribue à sceller leur amitié, ce qu'elles font en mélangeant leurs sangs. Elles oublient ensemble le poids des rapports, parfois difficiles, avec leurs parents, la sollicitude encombrante de ceux d'Inès, par exemple, des immigrés espagnols fiers de la réussite de leur fille, ou la mère d'Émilie, qui sombre peu à peu dans la folie, ce qui perturbe sa fille, qui songe même au suicide. Elles sont fascinées par certains garçons - des " bibis ", selon leur code - et se livrent à des cérémonies magiques pour favoriser des rencontres et, qui sait ?, plus, peut-être. Elles se disent tout : leurs fantasmes, leurs amours, réelles ou rêvées.
Trois ans passent. Inès, Stella et Marion partent ensemble en Italie pour leurs premières vraies vacances, prêtes à toutes les aventures sentimentales, même les plus risquées. Et elles ne seront pas déçues ! Émilie, quant à elle, reste à Paris, suit les cours de théâtre d'un professeur qui la rabroue, et avec qui elle vit une liaison décevante. Marion, de son côté, rencontre Philippe, un étudiant, mais rompt brutalement, ne supportant pas ses idées bourgeoises et sa famille conventionnelle. Stella, pourtant peu douée pour la musique, prend des leçons de piano, fascinée par sa professeur.
L'année du bac arrive ; toutes le réussissent, plus ou moins brillamment ; même Stella, la plus rebelle, s'y met finalement pour ne pas perdre les autres en chemin. Une période nouvelle de leurs vies s'ouvre, qui risque de les séparer, après une dernière épreuve commune, la maladie - grave mais pas fatale - d'Inès. Et dans la parade finale, adieu amusé à l'adolescence, elles expriment encore leur joie de vivre, à quatre, et bientôt à cinq puisqu'Émilie est enceinte.

## Fiche technique
- Titre : La vie ne me fait pas peur
- Titre anglais (Europe) : I'm Not Afraid of Life
- Titre américain : Life Doesn't Scare Me
- Réalisation : Noémie Lvovsky
- Scénario : Noémie Lvovsky et Florence Seyvos
- Photographie : Bertrand Chatry et Agnès Godard
- Musique : Bruno Fontaine
- Décors : Yves Fournier
- Son : Gabriel Hafner
- Casting : Stéphane Zito et Yann Coridian
- Montage : Michel Klochendler
- Pays de production :  France et  Suisse
- Producteurs : Bruno Pésery et Ruth Waldburger
- Producteur délégué : Thierry Verrier
- Sociétés de production : Arena Films, La Sept, Studio Canal (France), Televisione Svizzera Italiana et Vega Film Productions (Suisse)
- Sociétés de distribution : Pathé (France), Prooptiki ( Grèce) et Filmcoopi Zurich (Suisse)
- Langues : Français, italien et espagnol
- Genre : comédie
- Format : couleur,
- Son : Dolby Digital
- Durée : 111 minutes
- Budget : 3 millions d'euros[1]
- Date de sortie : 18 août 1999 en France
- Visa d'exploitation no 95270
- Box-office Europe : 152 193 entrées
- Lieux de tournage : Château de Champlâtreux, RN 16, Epinay-Champlâtreux[2]

## Distribution
- Magali Woch : Émilie
- Ingrid Molinier : Inès
- Julie-Marie Parmentier : Stella
- Jean-Luc Bideau : Le père d'Émilie
- Valeria Bruni Tedeschi : La mère d'Émilie
- Camille Rousselet : Marion
- Marina Rodriguez-Tomé : La mère d'Inès
- Luis Rego : Le père d'Inès
- Éric Caravaca : Le copain de Marion
- Jean-Quentin Châtelain : Le prof de théâtre
- Emmanuelle Devos : La prof de philo
- Nelly Borgeaud
- Marie-Armelle Deguy
- Jonathan Reyes
- Jocelyne Desverchère
- Valérie Mairesse : La mère de Stella
- Évelyne Dandry : La mère de Philippe
- Lou Castel : Un prof
- Éric Elmosnino : Un prof
- Éric Caravaca
- Philippe Laudenbach : Le père de Philippe
- Frédéric Quiring
- Jacques Spiesser : Le père de Stella
- Guillaume André :
- Bernard Ballet : Le moniteur d'auto-école
- Nordine Barour :
- Lukas Bernardini :
- Laura Betti[3] :
- Thomas Blanchard :
- Xanaë Bove : Une actrice lors de la lecture de théâtre
- Marie-Françoise Bucquet :
- Lou Castel :
- Daniel Ceccaldi : Un Automobiliste
- Sarah Chetrit :
- Pierluigi Coppola :
- Adrien de Van :
- Rym Debbarh-Mounir :
- Syja Deberdt :
- Léa Drucker :
- Antonella Fava :
- Gabriele Greco :
- Aurélie Guichard :
- Sophie Hiet :
- Solenn Jarniou :
- Vasili Joannides :
- Alexandre Jolivet : le joli garçon
- Sarah-Marie Julich :
- Adrien Lodogiani :
- Gabriele Mainetti :
- Antonio Matessich :
- Claire Michaud :
- Béatrice Michel :
- Chloé Mimaut :
- Elodie Monlebert :
- Julien Nussbaum :
- Antonello Pedicelli :
- Rocco Quarzell :
- Gaëlle Soreau :
- Marc Susini :
- Andrea Tucci :
- Thomas Vindevogel : Un étudiant
- Wilfrid Wysocki :
- Marc Zeni :
- Fabrice Barnier : Un infirmier (non créditée)
- Nicolas Buchoux : Un élève de théâtre (non créditée)